# Come prima (chanson)
Pour les articles homonymes, voir Come Prima.
Come prima (en français : Comme au début) est une chanson italienne de la fin des années 1950, écrite par Mario Panzeri sur une musique de Vincenzo Di Paola et Sandro Taccani (it). Interprétée en 1957 par Tony Dallara alias Antonio Lardera, elle est reprise par de nombreux artistes et devient un succès mondial.
Dalida la chante en 1958 sous le titre Tu me donnes. C'est l'un de ses premiers tubes, qui se classe en tête des ventes en France et en Belgique.

## Histoire

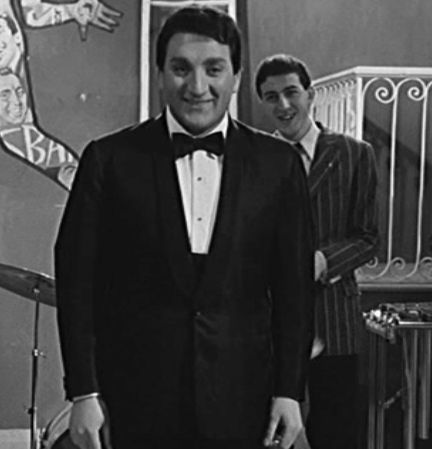
Tony Dallara (1960)

Mario Panzeri écrit les paroles de Come prima. Sandro Taccani (it) et Vincenzo Di Paola composent la musique.
Tony Dallara, aussi connu sous le nom d'Antonio Lardera, interprète la version initiale en 1957. Pourtant rejetée à l'admission du Festival de Sanremo, la chanson connaît un succès immédiat : distribué à plus de 300 000 exemplaires, elle dépasse le record des ventes en Italie. Le refrain répète une déclaration d'amour : « Come prima / Più di prima / T'amerò / Per la vita / La mia vita / Ti darò ».
En 1958, elle est reprise au Royaume-Uni sous les titres For the First Time par Marino Marini alias Marini Quartet et More Than Ever sur des paroles de Mary Bond. Plusieurs autres chanteurs l'enregistrent : Domenico Modugno ; Nicola Arigliano ; Miranda Martino, accompagnée par l'orchestre d'Armando Trovajoli.

### Single de Dalida
Bambino Les Enfants du Pirée
En 1958, grâce à l'appui de Lucien Morisse qui travaille à Europe 1, Dalida adapte la chanson en français sous le titre « Tu me donnes ». C'est un grand succès, en Europe mais aussi au Canada.

#### Classement hebdomadaire
| Classement de Dalida (1958-1959) | Meilleure position |
| -------------------------------- | ------------------ |
| Région flamande                  | 1                  |
| Wallonie                         | 1                  |
| Québec                           | 11                 |
| France                           | 1                  |

## Dans la culture
Sauf indication contraire, les informations mentionnées dans cette section peuvent être confirmées par le générique de fin de l'œuvre audiovisuelle présentée ici, ainsi que par la base de données cinématographiques IMDb,  présente dans la section « Liens externes ».En 1996, la consultante musicale Valérie Lindon (société Ré Flexe Music) la fait figurer lors des scènes de flashback du long-métrage à succès Un air de famille. Ces courtes scènes qui ponctuent le film font apparaître le réalisateur Cédric Klapisch.
La version en italien de Marino Marini figure dans les bandes originales des films Les Randonneurs à Saint-Tropez en 2007 et Nos 18 ans de Frédéric Berthe en 2008.
Le jingle est également repris dans la publicité télévisée pour Coca Cola en 2017 (spot de l'agence Santo).